# Grand Combin

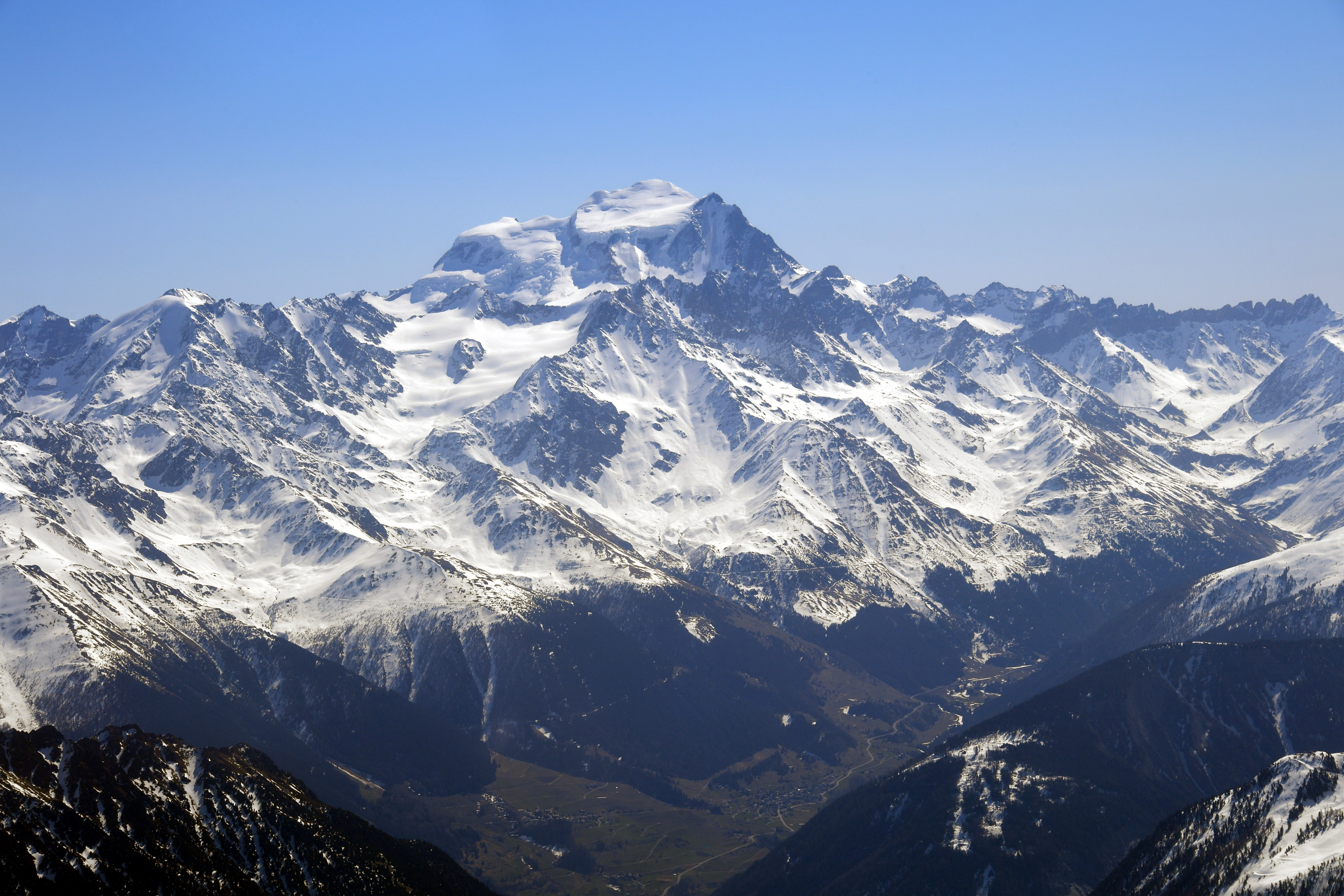
Luftbild des Grand Combin von Nordwesten

Der Grand Combin ist ein stark vergletschertes Bergmassiv in den westlichen Walliser Alpen, im Südwesten des Kantons Wallis, Schweiz. Er gehört zu den höchsten Berggipfeln der Alpen und besteht aus drei Hauptgipfeln, die von West nach Ost Combin de Valsorey (4184 m ü. M.), Combin de Grafeneire (4309 m ü. M.) und Combin de la Tsessette (4132 m ü. M.) heißen.

## Geographie
Die Grand-Combin-Gruppe ist ein Massiv, das im Westen vom Val d’Entremont und dem Grossen Sankt-Bernhard-Pass, im Norden und Osten vom Val de Bagnes mit dem Stausee Lac de Mauvoisin, im Südosten vom Saumpass Fenêtre de Durand und im Süden vom Val d’Ollomont, zum Aostatal gehörig, abgegrenzt wird.
Die Ostflanke des Combin de la Tsessette fällt sehr steil über 1200 m ab zum Glacier de la Tsessette, einem 2 km langen Gletscher oberhalb des Mauvoisin-Stausees. Nach Süden erstrecken sich der Glacier du Sonadon und der Glacier du Croissant. Letzterer, ein Hängegletscher, vereinigt sich mit dem 5 km langen Talgletscher Glacier du Mont Durand, dessen Wasser ebenfalls den Mauvoisin-Stausee speist. Im Norden des Grand Combin erstreckt sich der Glacier de Corbassière.

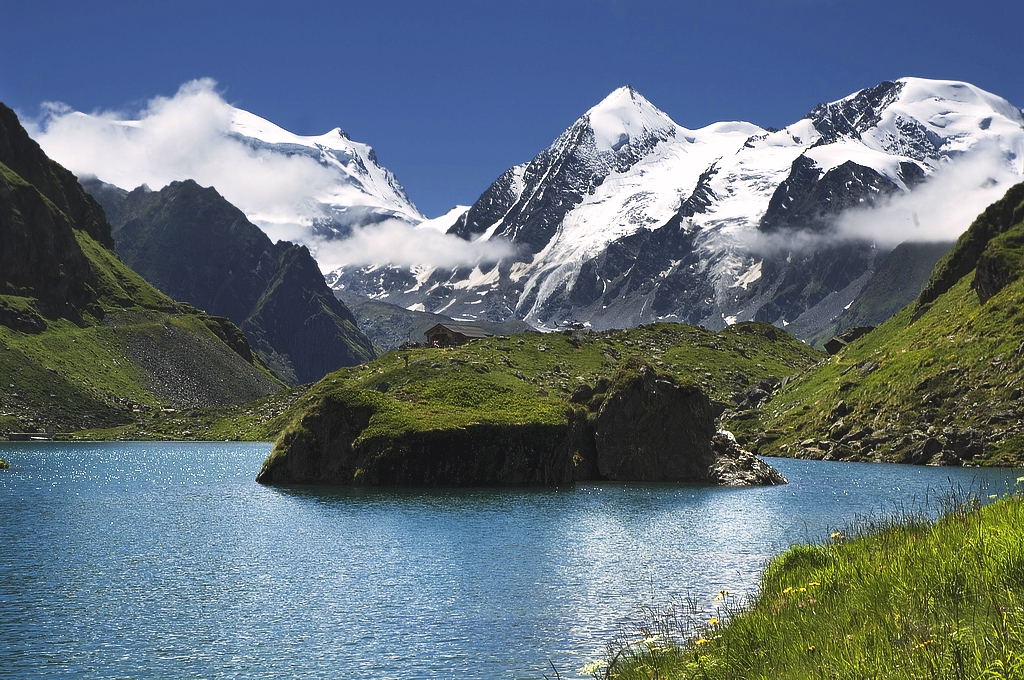
Grand Combin (links in Wolken), Combin de Corbassière (Mitte) und Petit Combin (rechts) vom Lac de Louvie

Neben den Hauptgipfeln zählen zu diesem Massiv auch der Petit Combin (3663 m ü. M.) und der Combin de Corbassière (3716 m ü. M.) westlich des Corbassièregletschers, sowie der Tournelon Blanc (3702 m ü. M.) östlich davon. Über die südlichen Vorberge des Grand Combin (Mont Vélan, 3727 m ü. M.; Grande Tête de By, 3587 m ü. M.; Mont Avril, 3347 m ü. M.; alle ebenfalls vergletschert) verläuft die Grenze zwischen Italien und der Schweiz.

## Geologie
Geologisch gehört das Grand-Combin-Massiv zu den Penninischen Decken. Die kristallinen Gesteine des Penninikums wurden im Zuge der Alpenbildung unter hohem Druck gefaltet. Daher besteht das Massiv überwiegend aus Gneis.

## Routen
Der Gneis des Grand Combin ist überwiegend plattig und brüchig, die Felsflanken sind steinschlaggefährlich. Die Hängegletscher drohen mit absturzbereiten Séracs. Keine der Routen ist daher frei von objektiven Gefahren.
Der Normalweg führt von der auf 3030 m ü. M. an der Westflanke gelegenen Cabane de Valsorey des Schweizer Alpen-Clubs (SAC) über die NW-Flanke auf den Gipfel des Combin de Grafeneire. Ein alternativer Anstieg führt über die SW-Flanke. Dazwischen liegt der Westgrat (Meitin-Grat, Ausgangspunkt ebenfalls Cabane de Valsorey).
Von italienischer Seite erfolgt der Aufstieg über die Schutzhütte Rifugio Franco Chiarella all’Amianthe. Vom Rifugio Chiarella all’Amianthe gibt es als Alternative den SO-Grat auf den Combin de Grafeneire.
Der Grand Combin wird auch im Winter mit Ski über den sogenannten Corridor bestiegen und ist ein Höhepunkt der mehrtägigen Haute Route von Chamonix nach Zermatt.
Im Rahmen einer mehrtägigen Trekking-Tour „Tour des Combins“ können der Petit Combin, der Combin de Corbassiere und der Grand Combin umwandert werden.

## Besteigungsgeschichte
Am 14. August 1851 bestieg Gottlieb Samuel Studer als Erster den Combin de Corbassière (3716 m). 1857 wurde der Combin de la Tsessette durch den Engländer William Mathews, am 30. Juli 1859 der Combin de Grafeneire durch Charles Joseph Sainte-Claire Deville (zusammen mit Daniel, Emmanuel und Gaspard Balleys sowie Basile Dorsaz), am 15. August 1861 der Mont Avril (3347 m) durch den Engländer F. Buxton, am 6. Juli 1867 der Tournelon Blanc (3702 m) durch Hoffmann-Merian und am 16. September 1872 der Combin de Valsorey von der Südseite her erstmals durch J. H. Isler und J. Gillioz überwunden. Durch die 1881 vom Schweizer Alpenclub am östlichen Rande des Corbassièregletschers in 2770 m errichtete Cabane de Panossière wurden die Touren in diesem Gebiet wesentlich erleichtert.